# مايلز زيمرمان
مايلز زيمرمان هو سياسي أمريكي، ولد في 19 ديسمبر 1917 في لينغلستاون في الولايات المتحدة، وتوفي في 17 ديسمبر 1989 في بورت سانت لوسي في الولايات المتحدة. نشط حزبياً في الحزب الجمهوري. وقد انتخب عضو مجلس نواب بنسيلفانيا ‏.